# U型发动机

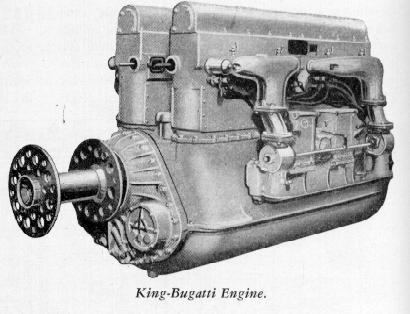
布加迪的16缸U型发动机

U型发动机，也称双排式发动机，是一种将两列单排发动机水平并列的发动机形式。与直列发动机不同的是，U型发动机使用两根独立的曲轴，再通过传动装置将它们的输出合并到一起。